# Orioles de Baltimore (XIXe siècle)
Pour les articles homonymes, voir Orioles de Baltimore (homonymie).
Les Orioles de Baltimore (en anglais : Baltimore Orioles) sont une ancienne formation de Ligue majeure de baseball basée à Baltimore (Maryland) qui évolua à ce niveau entre 1882 et 1899 : en American Association de 1882 à 1891, puis en Ligue nationale de 1892 à 1899.
Les Orioles remportent trois fanions de champions de la ligue nationale consécutifs de 1894 à 1896.
La franchise disparait à l'issue de la saison 1899 sur décision de la Ligue qui élimine cet hiver là quatre franchises. Une nouvelle version des Orioles de Baltimore sera créée en 1901 ; Elle donnera naissance aux New York Yankees après un déménagement à New York.

## Saison par saison
| American Association |           |       |        |
| Saison               | Vic.-Déf. | Pct.  | Class. |
| 1882                 | 19-54     | 0,260 | 6e     |
| 1883                 | 28-68     | 0,292 | 8e     |
| 1884                 | 63-43     | 0,594 | 6e     |
| 1885                 | 41-68     | 0,376 | 8e     |
| 1886                 | 48-83     | 0,366 | 8e     |
| 1887                 | 77-58     | 0,570 | 3e     |
| 1888                 | 57-80     | 0,416 | 5e     |
| 1889                 | 70-65     | 0,519 | 5e     |
| 1890                 | 15-19     | 0,441 | 6e     |
| 1891                 | 71-64     | 0,526 | 4e     |

| Ligue nationale |           |       |        |
| Saison          | Vic.-Déf. | Pct.  | Class. |
| 1892            | 20-55     | 0,267 | 12e    |
| 1893            | 60-70     | 0,462 | 8e     |
| 1894            | 89-39     | 0,695 | 1er    |
| 1895            | 87-43     | 0,669 | 1er    |
| 1896            | 90-39     | 0,698 | 1er    |
| 1897            | 90-40     | 0,692 | 2e     |
| 1898            | 96-53     | 0,644 | 2e     |
| 1899            | 86-62     | 0,581 | 4e     |